# Henry Grimes
Henry Grimes (3. listopadu 1935 Filadelfie, Pensylvánie, USA – 15. dubna 2020 East Harlem) byl americký jazzový kontrabasista a hudební skladatel. Nejprve se začal učit na housle, ke kontrabasu přešel až kolem svých třinácti let. Svou profesionální kariéru zahájil v polovině padesátých let a ukončil ji v roce 1969. K hudbě se vrátil v roce 2003. Vedle několika alb, která vydal pod svým jménem, spolupracoval s mnoha dalšími hudebníky, mezi které patří John Zorn, Marc Ribot, Cecil Taylor, Sonny Rollins, Gerry Mulligan, Lee Konitz nebo Archie Shepp.